# Реймонд-Моден
Реймонд-Моден (фр. comte de Raymond-Modène) — графский род, в старину владевший маркизатом Моден.

## Происхождение и история рода
Род происходит из южной Франции и известен (до 1090). Рыцарь Гийом Раймунд (†1115), участвовал в крестовом походе вместе с графом Раймундом Тулузским. Путём брака, Раймунды/Реймонды приобрели (1480) во владение замок Моден у подножья Мон-Ванту. Франсуа де Реймонд-Моден был посланником в Испании и Савойе при Генрихе IV.
Франсуа-Шарль де Реймонд-Моден был при Людовике XV полномочным министром в Нижнесаксонском германском округе империи, а потом в Швеции. 

### В Русском подданстве
Сын Франсуа-Шарль де Реймонд-Моден — граф  Гавриил Карлович (1774—1833), из французских дворян, выехал во время революции в Россию, пожалован майором, принял русское подданство и был обер-егермейстером (с 22 августа 1826). От брака с Елизаветою Николаевной Салтыковой (1773-1852) имел четырёх дочерей. Его потомство пресеклось.
По указу императора Павла I (1798), пожалован правом российского дворянства, а по указу императора Александра I, герб рода графа Реймонд-Моден внесён в Гербовник (22 апреля 1801).

## Описание герба
В щите, разделённом на четыре части посередине находится маленький серебряный щиток, в котором означен красный крест, с изображением на нём пяти серебряных раковин (герб Модена). В первой и четвёртой частях в чёрном поле, окруженном серебряными зубчиками, поставлены два серебряных льва, обращённые на правую сторону, имеющие над главами короны того же металла. Во второй и третьей в золотом поле изображено по одному красному кресту.
Большой щит покрыт графской короной, на поверхности которой поставлен шлем, увенчанный графской же короной. Намёт на щите чёрный, подложенный золотом. Щит держат две собаки в красных ошейниках с золотым кольцом. Под щитом девиз: Sauciat et defendit. Герб рода Реймонд-Моден, графов иностранного государства внесён в Часть 6 Общего гербовника дворянских родов Всероссийской империи, стр. 134.